# Strukturiertes Einstellungsinterview
Erste Zielsetzung aller Bewerbungsgespräche ist die Identifizierung geeigneter Bewerber für eine zu besetzende Stelle. Die Verwendung strukturierter Einstellungsinterviews ist für diesen Zweck ein geeignetes Instrument, um die speziellen Vorteile des persönlichen Gesprächs zu nutzen und gleichzeitig eine methodisch zuverlässige Beurteilung zu erhalten.
Allerdings handelt es sich dabei keineswegs um eine homogene oder eindeutig definierte Kategorie von Verfahren. Je nach Anwendungsbereich, Interviewer oder Zielsetzung sind verschiedene inhaltliche oder formale Aspekte unterschiedlich stark strukturiert (z. B. gleiche Fragen für alle Bewerber, Reihenfolge der Fragen, Gesprächssituation, Bewertungsregeln, Urteilsprozess …).

## Historische Entwicklung
Bereits seit 1915 widmet sich die psychologische Forschung der Frage, ob das Interview ein geeignetes eignungsdiagnostisches Instrument ist. Bereits Anfang des vergangenen Jahrhunderts bemängelte der Psychologe Walter Dill Scott die geringe Übereinstimmung des Urteils mehrerer Interviewer über dieselben Kandidaten. In einer ersten umfassenden Metaanalyse über 106 Studien errechnete Ralph Wagner eine mittlere Validität für das Interview-Verfahren von .27. Auch Eugene C. Mayfield bescheinigte dem Interviewverfahren 1964 noch mangelnde Güte (Objektivität, Validität, Nützlichkeit, Fairness).
Diese Ergebnisse und die Erkenntnisse in anderen Forschungsgebieten (Prozess der Urteilsbildung und Entscheidungsfindung; soziale Eindrucksbildung; Kontroverse zur statistischen vs. klinischen Urteilsbildung) zeigten die Notwendigkeit auf, das Interview-Verfahren methodisch zu verbessern. Dabei zeigte sich in mehreren Metaanalysen, dass eine stärkere Strukturierung des Interviews zu zuverlässigeren Ergebnissen (Urteilen) führt, und auch die Diskriminierung bestimmter Gruppen (Frauen, Behinderte, Schwarze) reduziert – auch wenn nicht jede Strukturierungsmaßnahme bei Interviewern und Bewerbern Zustimmung findet.

## Prinzipien und Maßnahmen zur methodischen Verbesserung
Aus den Ergebnissen der Interviewforschung der 1970er und 1980er Jahre leitete Heinz Schuler 1989 folgende Prinzipien bzw. Maßnahmen ab, die eine „substantielle Verbesserung des Interviews als Auswahlmethode erwarten lassen“. So soll eine ausreichende Qualität der Interviewergebnisse gewährleistet werden.
1. Anforderungsbezogene Gestaltung, d. h. im Vorfeld wird klar geregelt, welche Informationen für die Stelleneignung relevant sind und nur diese werden abgefragt.
2. Thematische Beschränkung des Interviews auf diejenigen Merkmale, die nicht anderweitig zuverlässiger gesammelt werden können (z. B. keine Zeugnisnoten abfragen)
3. Durchführung in strukturierter bzw. (teil-)standardisierter Form (vorgegebene Themenbereiche, Fragenkataloge oder vollstrukturiertes Interview)
4. Verwendung geprüfter und verankerter Skalen
5. Empirische Prüfung von Einzelfragen auf ihre Eignung als Erfolgsprädiktoren (Itemanalyse, Verifizierung)
6. Bei geringem Standardisierungsgrad Einsatz mehrerer Interviewer
7. Integration von Verfahrenskomponenten aus dem Assessment-Center
8. Trennung von Information und Entscheidung
9. Standardisierung der Gewichtungs- und Entscheidungsprozedur (Klare, verbindliche Regeln zur Rangreihe der Qualifikationen, zur Bewertung bestimmter Antworten …)
10. Vorbereitung der Interviewer durch ein verfahrensbezogenes Training

## Spezielle Typen strukturierter Einstellungs-Interviews
Im Verlauf der Interview-Forschung wurden neben allgemeinen Prinzipien zur Steigerung der Urteilsgüte auch versucht, diese Prinzipien in konkreten Verfahren umzusetzen. Die am weitesten verbreiteten werden im Folgenden kurz dargestellt.

### Das Behavior Description Interview (BDI)
Das Behavior Description Interview (BDI) wurde 1986 von Janz, Hellervik & Gilmore entwickelt und orientiert sich stärker als andere Verfahren am Grundsatz der biographieorientierten Verfahren: „the best prophet of the future is the past“. Es wird also das Verhalten des Bewerbers in vergangenen Problem- und Konfliktsituationen abgefragt.

#### Vorbereitung
Zuerst werden im Rahmen einer Anforderungsanalyse reale, erfolgsrelevante Ereignisse innerhalb der Stelle gesammelt. Dazu können Stelleninhaber, Vorgesetzte und auch Kunden anhand der Critical Incident Technique (CIT) Fragen gestellt werden, um sowohl positives als auch negatives Verhalten in typischen Problemsituationen zu erheben. Diese kritischen Ereignisse werden dann 5–10 Leistungsdimensionen zugeordnet. Diese Leistungsdimensionen und die zugehörigen Ereignisse (10–20 pro Dimension) bilden die Grundlage für das Interview.

#### Durchführung
Das BDI läuft in 5 Phasen ab. Zuerst die Abfrage überprüfbarer Fakten (Phase 1), dann von Fachkenntnissen und Fertigkeiten (Phase 2), danach die Schilderung eigener Erfahrung und Beschreibung bisheriger Aktivitäten (Phase 3), Selbst-Bewertungen und Selbsteinschätzung (Phase 4) und schließlich der zentrale Aspekt die Verhaltensbeschreibung (Phase 5).
Während des Interviews soll der Bewerber konkret nach Situationen befragt werden, die jenen zuvor ermittelten kritischen Ereignissen entsprechen (Abfrage nur von erfolgsrelevantem Verhalten). Dabei wird auf reale, tatsächlich eingetretene Situationen in der Biographie des Bewerbers abgezielt und das tatsächliche Verhalten in diesen Situationen gründlich erfragt. Die Bewertung der gegebenen Antworten erfolgt dabei nicht verhaltensverankert, sondern in Eigenschaftsbegriffen entsprechend den ermittelten Leistungsdimensionen.

#### Ziel
Ziel des BDI ist es, einen Eindruck zu erhalten, wie ein Bewerber sich in realen Situationen verhalten hat. So soll die Abfrage von „Lehrbuchwissen“ oder von sozial erwünschten Allgemeinplätzen vermieden werden.

#### Bewertung
Das BDI ist weit verbreitet und zeigt gute Validitätswerte. Das Fehlen präziser Bewertungsrichtlinien erfordert jedoch geübte und in den Stellenanforderungen bewanderte Interviewer/Beurteiler.

### Das situative Interview (SI)
Latham, Saari, Pursell & Campion schlugen 1980 den Typus der „situativen Frage“ vor. Dieser Interviewansatz geht von der Grundidee aus, dass Verhaltensintentionen gute Prädiktoren für reales Verhalten sind und bezieht sich explizit auf die Zielsetzungstheorie von Locke & Latham (1990, Intention als unmittelbarer Vorläufer des Verhaltens).

#### Vorbereitung
Wie beim BDI steht zu Beginn eine Anforderungsanalyse anhand des CIT und die Sammlung der stellenbezogenen kritischen Ereignisse. Anhand dieser Ereignisse werden konkrete Situationsvorgaben erarbeitet und für jede Situation eine verhaltensbezogene Einstufungsskala konstruiert (mit je einem Verhaltens-Beispiel für die zwei Extrempole und den Mittelwert sowie einer numerischen Kodierung). Diese dient jedoch eher als Richtlinie (scoring guide) für die Einordnung späterer Antworten.

#### Durchführung
Dem Bewerber wird eine konkrete Problemsituation vorgegeben, diese situative Frage soll sich dabei so eng wie möglich an die zuvor ermittelten kritischen Ereignisse anlehnen. Dann soll der Bewerber schildern, wie er sich in dieser Situation verhalten würde (zukunftsorientiert ≠ BDI). Es werden also Verhaltensintentionen oder kognitive Verhaltensmöglichkeiten abgefragt. Dabei ist jedoch von zentraler Bedeutung, dass der Bewerber weder die Anforderungsverankerungen (z. B. „kooperativ“ vs. „kompetitiv“) noch die mit einer Frage erhobenen Anforderungsdimension mitgeteilt bekommt – er soll also frei und unbeeinflusst antworten. Darüber hinaus werden jedem Bewerber die gleichen Fragen gestellt.

#### Bewertung
Für das situative Interview ließen sich sowohl gute Reliabilitäts- als auch gute Validitätswerte belegen. Die vorgegebenen präzisen Richtlinien zur Bewertung der Bewerberantworten trägt weiter zu Objektivierung des Verfahrens bei und ermöglicht den Einsatz auch von weniger erfahrenen Interviewern (bezogen auf Interview- und Beurteilungstechniken, eine genaue Kenntnis der Tätigkeitsanforderungen ist auch hier unumgänglich). Das situative Interview wird von Bewerbern durchaus geschätzt, zumal es ihnen die Möglichkeit gibt, vorab über typische Konfliktsituationen der Stelle informiert zu werden.

### Das Multimodale Interview (MMI)
Mit dem Multimodalen Interview (MMI) versucht Schuler 1992 die Defizite konventioneller Auswahlgespräche zu überwinden und vereint in diesem Verfahren sowohl konstrukt- als auch simulationsorientierte und biographische Ansätze (Multimodaler Ansatz). Kennzeichnend für das MMI ist die invariante Abfolge von acht Gesprächskomponenten oder Phasen, von denen nur fünf für die Urteilsbildung genutzt werden, während die anderen drei dem natürlichen Gesprächsablauf und der Information des Bewerbers dienen.

### Das Biographische Eignungs-Interview (BEI)
Das Biographische Interview (BEI) von Sarges (1990, 1995, 2013, 2021) nimmt, genau wie das BDI, die Vergangenheit in den Blick, orientiert sich aber umfassender bzw. tiefergehend als das BDI an der Biographie des Kandidaten. Die für die Anforderungen kritischen Situationen in der Biographie werden nicht beim Kandidaten „abgefragt“, sondern vom Interviewer „aufgespürt“, und zwar im Berichten des Kandidaten über seinen ausbildungs- und berufsrelevanten Lebenslauf. Seine methodische Basis ist ein idiographischer Zugang bei der Datenbeschaffung und die Evokation auch tieferliegender (sog. impliziter) Gedächtnisinhalte nach spontan berichteten biographischen Inhalten.

### Vergleich der Konzepte und weitere Alternativen
Alle diese Interview-Konzepte basieren auf empirisch gesicherten Erkenntnissen psychologischer Forschung. Die ersten beiden Konzepte stammen ursprünglich aus den USA und werden dort wie im deutschsprachigen Raum seit ca. 30 Jahren in der Praxis angewendet, die letzten beiden stammen aus Deutschland und werden im deutschen Sprachraum seit über 20 Jahren genutzt.
Im Prinzip ist jedes dieser vier Konzepte für die meisten Berufsfelder adaptierbar. Insofern wird es auch vom persönlichen Geschmack der/des Interviewerin/Interviewers abhängen, welches der Konzepte sie/er für sich bevorzugt. Allerdings dürfte für höher und hoch qualifizierte Positionen (Manager, Professionals u. ä.) das BEI – als weniger standardisiertes, aber mehr in die Tiefe gehendes Verfahren – angemessener sein, weil zur Eignungseinschätzung von Kandidaten für komplexere Funktionen in Management- oder Experten-Positionen standardisierte Fragen nur noch teilweise funktional und darüber hinaus dieser Klientel auch nicht mehr zumutbar sind.
Ebenfalls aus dem deutschen Raum kommen neuerdings noch zwei weitere Konzepte: (a) das Verhaltensbasierte Interview (VI) aus der Wottawa-Schule und (b) das Entscheidungsorientierte Gespräch (EOG) aus der Westhoff-Schule. Das erste (a) kombiniert anforderungsabgestimmte psychometrische Verfahren, das zweite (b) will als „Werkzeugkasten“ mehr instrumentell als inhaltlich von Nutzen sein.